# Мюрат, Иоахим, 4-й принц Мюрат
Иоахим Жозеф Наполеон Мюрат, 4-й принц Мюрат (фр. Joachim Joseph Napoléon Murat, 4e prince Murat; 21 июля 1834 — 23 октября 1901) — дворянин, генерал-майор французской армии и глава семьи Мюрат (1878—1901).

## Происхождение
Иоахим Джозеф родился 21 июля 1834 года в Бордентауне, штат Нью-Джерси, США. Старший сын принца Наполеона Льсьена Шарля Мюрата (1803—1878), 2-го принца Понтерково и 3-го принца Мюрата, и американки Кэролайн Джорджины Фрейзер (1810—1879)
Его отец Люсьен Мюрат был вторым сыном Иоахима Мюрата, короля Неаполитанского, который женился на сестре Наполеона, Каролине Бонапарт. Его бабушкой и дедушкой по материнской линии были Томас Фрейзер, шотландский эмигрант в США и майор ополчения во время Американской революции, и его жена Энн Лоутон (урожденная Смит) Фрейзер.

## Карьера
В 1847 году он унаследовал титул принца Понтекорво, когда его отец стал 3-мм принцем Мюратом после смерти его дяди Ахилле Мюрата (1801—1847).
В 1848 году, после падения короля Луи-Филиппа Французского, принц Мюрат переехал во Францию со своей семьей, где его отец был назначен министром, сенатором и императорским принцем.
В 1852 году Иоахим Мюрат поступил на военную службу во французскую армию, в следующем году стал офицером, а в 1863 году дослужился до чина подполковника. В 1866 году он стал полковником полка кавалерийской гвардии. В Итальянской войне 1859 года принц Мюрат принял участие в сражениях при Сольферино и Мадженте в чине капитана, затем полковника.
В 1870 году он был произведен в бригадные генералы и участвовал во Франко-прусской войне, которая привела к краху Второй империи. Во главе своей бригады принимал участие в боях при Сен-Прива — Гравелот (16-18 августа 1870 года).
После падения Наполеона III Иоахим Мюрат удалился от дел и занялся частной жизнью, но сумел сохранить титул генерала и принца.

## Личная жизнь
23 июля 1854 года во дворце Тюильри в Париже Иоахим Мюрат женился на Малси Луизе Каролине Бертье де Ваграм (22 июня 1832 — 17 мая 1884). Она была дочерью Наполеона Бертье де Ваграм, 2-го герцога де Ваграм (1810—1887), и Зинаиды Франсуазы Клари (1812—1884). Дедом его жены по отцовской линии был маршал Бертье, а она была внучатой племянницей Дезире Клари и Жюли Клари. У супругов было трое детей, две дочери и один сын:
- Принцесса Евгения Луиза Каролина Зенаида Мюрат (23 января 1855 — 3 января 1934), в 1887 году она вышла замуж за Джузеппе Караччоло, 9-го принца Тореллы (1839—1910)[3][4]
- Иоахим Наполеон Мюрат, 5-й принц Мюрат (28 февраля 1856 — 2 ноября 1932), в 1884 году она женился на Мари Сесиль Ней д’Эльхинген, дочери принца Московского и правнучке маршала Мишеля Нея[5].
- Принцесса Анна Наполеона Каролина Александрина Мюрат (20 мая 1863 — 18 ноября 1940), в 1885 году она вышла замуж за польского графа Агенора Марию Голуховского (1849—1921), министра иностранных дел Австро-Венгрии[6].

Будучи вдовцом (с 1884 года), он женился во второй раз на баронессе Энгерло, урожденной Лидии Херви (15 августа 1841 — 25 сентября 1901), в Париже 7 ноября 1894 года. Она была дочерью эсквайра Чарльза Джона Вигорса Херви, и Марты Херви (урожденной Кемп). Она была вдовой Артура, барона Энгерло (1833—1892), богатого парижского банкира. У Иоахима и его второй жены не было общих детей.
Последние годы своей жизни он провел в родовом замке Шато де Шамбли в Шамбли, Уаза, Франция. Принц Мюрат скончался 23 октября 1901 года, на месяц пережив свою вторую жену.

## Награды
- Большой крест Ордена Церингенского льва (1860)[8]
- Орден Красного Орла 1-го класса (1861)[9]
- Большой крест Императорского ордена Леопольда (1867)
- Орден Почётного легиона